# Komunistyczna Partia Estonii
Komunistyczna Partia Estonii (est. Eestimaa Kommunistlik Partei, EKP; ros. Коммунистическая партия Эстонии, КПЭ) – estońskie ugrupowanie komunistyczne powstałe w 1920, w latach 1940–1941 i 1944–1991 w teorii partia rządząca Estonią, część składowa WKP(b) i KPZR.

## Historia
Komunistyczna Partia Estonii powstała 5 listopada 1920 na bazie jednej z narodowych sekcji Rosyjskiej Komunistycznej Partii (bolszewików) pod nazwą Venemaa Kommunistliku (bolshevike) Partei Eesti Sektsioonide Keskkomitee. Mimo podpisanego traktatu pokojowego z Estonią w Tartu w lutym 1920 władze RFSRR wciąż liczyły na wywołanie komunistycznego powstania na terenie młodej republiki.
Początkowo KPE cieszyła się znaczną popularnością wśród Estończyków ze względu na swe postulaty: zniesienie uciążliwego stanu wojennego, który obowiązywał na znacznej części terytorium Estonii, podniesienie płac, skrócenie dnia roboczego oraz wprowadzenie ubezpieczeń społecznych. Według oficjalnych danych RKP(b) podziemne struktury KPE liczyły w 1922 1,3 tys. członków, dwa lata później liczba aktywnych komunistów zwiększyła się do 2 tys.
W wyborach z 1923 KPE startowała pod szyldem Jednolitego Frontu Pracujących i uzyskała 10 mandatów w Riigikogu, jednak rychło te mandaty zostały unieważnione przez estońskie sądy. W latach 1920–1924 odbyło się około 70 procesów wymierzonych w działaczy komunistycznych – oskarżano ich o zdradę stanu i szpiegostwo na rzecz Moskwy (w 1922 stracono np. Viktora Kingisseppa, I sekretarza KPE). Największy proces komunistycznych polityków miał miejsce pod koniec listopada 1924, gdy skazano 149 działaczy Międzynarodówki Komunistycznej.
1 grudnia 1924 Komunistyczna Partia Estonii zgodnie z instrukcjami RKP(b), pod kierownictwem Jaana Anvelta, przeprowadziła próbę zbrojnego przewrotu, zajmując m.in. dwa dworce kolejowe w Tallinnie i pocztę, nie zdążyła jednak poprosić o pomoc zmobilizowanej i stacjonującej tuż pod estońską granicą armii czerwonej, przez co pucz został szybko stłumiony przez wojska rządowe. Komunistyczne powstanie zakończyło się represjami na niespotykaną dotąd skalę – łącznie stracono kilkuset działaczy komunistycznych i osób podejrzewanych o sprzyjanie przewrotowi. Od tego czasu działalność estońskich komunistów praktycznie zamarła, a ZSRR zrezygnował z planów zbrojnego opanowania Estonii.
Na krótko przed aneksją Estonii przez ZSRR w 1940 Komunistyczna Partia Estonii liczyła ok. 130 członków w kraju, jednak już w 1941 po kilku miesiącach okupacji radzieckiej ich liczba wzrosła do 3,7 tys. (tzw. czerwcowych komunistów), a w 1946 do 7,1 tys. członków. W październiku 1940 KPE stała się jako Komunistyczna Partia (bolszewików) Estonii formalnie częścią WKP(b). Od tego czasu niepodzielnie sprawowała władzę na terenie Estońskiej SRR. W 1950 przeprowadzono w partii czystkę, odsuwając od władzy tzw. elementy nacjonalistyczne i zastępując je przybyłymi z RFSRR Estończykami i Rosjanami. W 1952 ugrupowanie wróciło do swej pierwotnej nazwy: KPE.
W wyniku przemian politycznych w ZSRR w II połowie lat 80. KPE podzieliła się na dwie frakcję: narodową, dążącą do uzyskania autonomii, a później niepodległości dla Estonii, oraz drugą, tzw. KPE na platformie moskiewskiej opowiadającą się wzorem podobnych partii na Litwie i Łotwie za utrzymaniem dotychczasowego statusu Estońskiej SRR.
I sekretarzami KPE byli kolejno:
- 1940–1943 – Karl Säre
- 1943–1950 – Nikolai Karotamm
- 1950–1978 – Johannes Käbin
- 1978–1988 – Karl Vaino
- 1988–1991 – Vaino Väljas